# Trifolium antucoensis
Trifolium antucoensis är en ärtväxtart som beskrevs av David Heller. Trifolium antucoensis ingår i släktet klövrar, och familjen ärtväxter. Inga underarter finns listade i Catalogue of Life.